# Paraleptophlebia praepedita
Paraleptophlebia praepedita är en dagsländeart som först beskrevs av Eaton 1884.  Paraleptophlebia praepedita ingår i släktet Paraleptophlebia och familjen starrdagsländor. Inga underarter finns listade i Catalogue of Life.